# CSR Classics
CSR Classics es un videojuego de carreras de drag gratuito desarrollado por Boss Alien en colaboración con Mad Atom Games y publicado por NaturalMotion Games. En el juego, el jugador asume el papel de un nuevo corredor que busca hacerse un nombre en una ciudad parecida a Las Vegas, que está gobernada por cinco "equipos" de carreras. La historia consiste en un corredor con su agente tratando de probar al aparentemente corrupto Sr. Baladin de su culpabilidad, quien se ha abierto camino hasta convertirse en un magnate de los negocios detrás de escena.
CSR Classics es la continuación del exitoso CSR Racing y se lanzó en octubre de 2013 para iOS. A finales de marzo de 2014 se lanzó paulatinamente en Android a través de Google Play. CSR Classics presenta una mecánica de juego similar a su título hermano, pero cuenta con autos de carreras clásicos que van desde los años 50 hasta los 80.
A fines de marzo de 2018, se anunció que las funciones en línea de CSR Classics se suspenderían el 1 de mayo de 2018; las funciones en línea se suspendieron más tarde con una actualización el 21 de mayo de 2018.

## Trama
El jugador comienza siendo reclutado por un agente y recibe una suma de dinero suficiente para comprar el primer vehículo. Mientras el jugador desafía al primer equipo, Authenthics, la Agente explica su sospecha sobre el Sr. Baledin, quien recientemente se convirtió en el principal líder del equipo y compró un casino The Valentine. Ella piensa que el Sr. Baledin es una persona corrupta y que los líderes de la tripulación tienen alguna relación con su reino de poder. El agente revela que Marco es un niño llorón y un ladrón al mismo tiempo que tiene una aventura romántica con otro líder de la tripulación, Kandy. El jugador procede a derrotar a Marco, progresando al Nivel 2.
En el Nivel 2, el jugador procede a desafiar a los Thrillers, comandados por Olivia. A medida que el jugador continúa desafiando a Olivia, el agente le cuenta al jugador sobre los antecedentes de Olivia: Olivia dirige una exhibición de autos con el mismo nombre que, después de haber experimentado graves problemas financieros, acudió al Sr. Baledin para pedirle un préstamo. Sin embargo, el préstamo hizo poco para ayudar a su situación financiera, y la exhibición de autos de Olivia se endeudó con el Sr. Baledin. Olivia y sus asociados acordaron competir por el Sr. Baledin para compensar la pérdida. El jugador derrota a Olivia y los Thrillers, pasando al Nivel 3.
El jugador comienza a desafiar a Lord Aziz y los High Rollers, la tripulación de Nivel 3. Después de haber vencido a la tripulación de Lord Aziz y comenzar a desafiar al propio Lord Aziz, el agente informa al jugador de Lord Aziz: Lord Aziz heredó la riqueza de su padre, quien falleció recientemente. Siendo un gran jugador, Lord Aziz perdió toda la riqueza de su padre jugando al Baccarat, y culpó al Sr. Baledin por haber manipulado sus juegos de Baccarat. A pesar de que ahora trabaja bajo el gobierno del Sr. Baledin, Lord Aziz desprecia mucho al Sr. Baledin. El jugador derrota a Lord Aziz y los High Rollers, y ahora ha llegado al Nivel 4.
El siguiente equipo a derrotar del jugador es el equipo de nivel 4, los Lucky 7's, con Kandy como líder. El jugador derrota a los miembros de la tripulación de Kandy y procede a desafiarla. El agente arroja luz sobre Kandy: a pesar de su relación romántica con Marco, se ha visto a Kandy varias veces coqueteando con el Sr. Baledin. Más tarde se revela que Marco y Kandy realizaron un atraco en The Valentine, y el Sr. Baledin atrapó al dúo. En lugar de alertarlos a las autoridades, el Sr. Baledin chantajeó a Kandy y Marco para que trabajaran para él. El jugador derrota a Kandy por última vez y pasa al Nivel 5.
En el Nivel 5, el jugador comienza a desafiar a La Casa, que está bajo el gobierno del Sr. Baledin. El jugador derrota a la tripulación del Sr. Baledin y comienza a desafiar al líder del universo CSR Classics por sí mismo. El agente le informa al jugador de un plan para arrestar al Sr. Baledin: el jugador distraería a Baledin compitiendo continuamente con él, lo que permitiría a las autoridades preparar una trampa en The Valentine para el Sr. Baledin, lo que permitiría un arresto fácil. Después de derrotar al Sr. Baledin por tercera y última vez, se muestra al Sr. Baledin bajo custodia. Luego, el agente habla con el jugador y le informa que la liga CSR Classics eligió por unanimidad a Marco para convertirse en el nuevo líder de la liga y prometió mejorarla. El jugador también es felicitado por los antiguos líderes de la tripulación por su victoria contra el despreciado en secreto Sr. Baledin. Sin embargo, al jugador se le muestra una discusión entre un Sr. Baledin ahora encarcelado y un cliente anteriormente desconocido. Discuten cómo su plan se ejecutó a la perfección y se revela que Marco, al otro lado de la línea, en realidad está detrás de todo este negocio.

## Jugabilidad
El componente para un jugador de CSR Classics se divide en cinco niveles, cada uno de los cuales presenta oponentes y vehículos progresivamente más rápidos. Antes de que el jugador pueda desafiar al jefe en ese nivel, primero debe vencer al equipo del jefe. Para pasar a un nuevo nivel, el jugador debe competir y vencer al jefe del equipo por el nivel. Después de vencer al jefe de cada nivel tres veces, el jugador será desafiado a una revancha de alto riesgo. Si el jugador gana la carrera, se le otorga el auto del jefe y el auto está un nivel por encima del nivel en el que está; sin embargo, si el jugador pierde, debe devolver el premio de oro ganado en la carrera de jefe anterior. A diferencia de un juego de carreras tradicional, CSR Classics no cuenta con controles de dirección, frenado o aceleración. En cambio, el juego se enfoca en cronometrar los cambios de marcha y el uso de la actualización nitrosa tocando la pantalla, de manera similar a un juego de ritmo.
Cuando un jugador viene a comprar un automóvil, puede elegir entre los automóviles que no le gustan y los que le gustan. Los autos no queridos son versiones totalmente originales y oxidadas, sin actualizaciones, mientras que los autos queridos están restaurados casi por completo y tienen algunas mejoras de rendimiento inicial, pero solo puedes comprar estos autos con oro. La mayoría de los autos no queridos se pueden comprar con efectivo.
Las carreras se dividen en varias categorías, como carreras reglamentarias (requieren que los jugadores cumplan ciertas condiciones, como tener un sistema nitroso instalado), carreras de escalera (el jugador debe subir gradualmente a la cima de la escalera, superando a los oponentes que se vuelven progresivamente más difícil de derrotar, con pagos que aumentan gradualmente), Batallas diarias (representan las carreras con un automóvil prestado, donde el jugador compite contra un oponente que utiliza el mismo automóvil, y solo se pueden realizar un máximo de tres veces por día), Carreras de restricción (imponen restricciones que el jugador debe cumplir, como no poder usar óxido nitroso o exigir correr con su automóvil que pese una cierta cantidad), Carreras específicas del fabricante y específicas del automóvil (están estrictamente limitadas a autos de un determinado fabricante, o solo un auto en cuestión), Crew Battle (estas carreras giran en torno al equipo asociado con el nivel actual en el que participa el jugador. Con cada carrera, el jugador está permitido desafiar a un miembro del equipo, o al propio líder del equipo. Si el jugador derrota a los cuatro miembros de la tripulación, tendrá acceso para desafiar personalmente al líder de la tripulación. Si el jugador derrota al líder de la tripulación tres veces, se declara que el jugador ha vencido oficialmente al equipo y puede avanzar al siguiente nivel), Desafíos High Stakes (se puede asistir una vez por nivel, y cada uno estará disponible después de que el jugador derrote al líder de equipo de ese nivel, siendo la recompensa por ganar el auto del líder de equipo).